# Helga Hammer
Helga Hammer (* 13. Dezember 1938 in Berlin) ist eine deutsche Politikerin (CDU). Sie war von 2001 bis 2006 Vizepräsidentin des Landtages von Rheinland-Pfalz.

## Leben und Beruf
Nach dem Besuch des Gymnasiums absolvierte Helga Hammer eine Ausbildung zur Medizinisch-Technischer Assistentin und arbeitete anschließend bis 1977 in einem Sonderforschungsbereich an der Johannes Gutenberg-Universität Mainz. Nach einer vierjährigen Familienpause war sie von 1981 bis 1991 als Lehrassistentin an einer Berufsfachschule für medizinische Assistenzberufe tätig.
Helga Hammer ist seit 1992 verwitwet und hat einen Sohn.

## Partei
Seit 1965 ist sie Mitglied der CDU. Seit 1986 ist Helga Hammer stellvertretende Vorsitzende des CDU-Kreisverbandes Mainz und gehörte von 1997 bis 2006 auch dem CDU-Landesvorstand in Rheinland-Pfalz an.

## Abgeordnete
Helga Hammer gehört seit 1985 dem Stadtrat der Stadt Mainz an und ist hier seit 1994 stellvertretende Vorsitzende der CDU-Stadtratsfraktion.
Von 1991 bis 2006 war sie Mitglied des Landtages von Rheinland-Pfalz. Hier war sie ab 1993 Vorsitzende des Ausschusses für Arbeit, Soziales und Gesundheit. Gleichzeitig war Helga Hammer auch familienpolitische Sprecherin der CDU-Landtagsfraktion.
Am 18. Mai 2001 wurde sie zur Vizepräsidentin des Landtages gewählt.
Helga Hammer ist 1996 direkt gewählt worden und ansonsten stets über die Landesliste in den Landtag eingezogen.

## Ehrungen
- 2009: Verdienstkreuz am Bande der Bundesrepublik Deutschland